# Smrt čeká všude
Smrt čeká všude (originální anglický název The Hurt Locker) je americký válečný film režisérky Kathryn Bigelowové z roku 2008. Ve Spojených státech byl do distribuce uvolněn až v roce 2009. Film získal četná ocenění včetně šesti Oscarů za rok 2009. Film sleduje počínání skupiny amerických pyrotechniků ve válce v Iráku.
Snímek byl natáčen v Jordánsku nedaleko iráckých hranic, protože režisérka chtěla, aby film vypadal autenticky. Zároveň se tak na filmu mohlo podílet mnoho iráckých uprchlíků jako kompars.

## Děj
Snímek začíná citací z knihy War Is a Force That Gives Us Meaning novináře Chrise Hedgese: „The rush of battle is a potent and often lethal addiction, for war is a drug.“ (česky: „Vzrušení z boje často způsobuje silnou a smrtelnou závislost, protože válka je droga.“) Všechna slova pak zmizí, pouze poslední čtyři (resp. tři v českém překladu) zůstanou.
Příběh sleduje, jak se seržant William James stane velitelem týmu Bravo Armády USA na odstraňování výbušných zařízení (Explosive Ordnance Disposal, EOD) během první fáze po invazi během války v Iráku a nahrazuje tak seržanta Thompsona, který byl zabit v Bagdádu.

## Obsazení
| Jeremy Renner      | William James                      |
| Anthony Mackie     | J. T. Sanborn                      |
| Brian Geraghty     | Owen Eldridge                      |
| Guy Pearce         | Matthew Thompson                   |
| Christian Camargo  | John Cambridge                     |
| David Morse        | Reed                               |
| Ralph Fiennes      | velitel soukromé vojenské jednotky |
| Evangeline Lilly   | Connie Jamesová                    |
| Christopher Sayegh | "Beckham", dvanáctiletý Iráčan     |

## Ocenění
- Oscar - Na jejich předávání bylo zajímavé, že film soupeřil se snímkem Avatar režiséra Jamese Camerona, bývalého manžele režisérky Kathryn Bigelowové.
  - Nejlepší film roku
  - Nejlepší režie – Kathryn Bigelowová
  - Nejlepší původní scénář – Mark Boal
  - Nejlepší střih – Chris Innis, Bob Murawski
  - Nejlepší střih zvukových efektů
  - Nejlepší zvuk